# 1973-as Formula–1 amerikai nagydíj
Az 1973-as Formula–1 világbajnokság tizenötödik, egyben zárófutama az amerikai nagydíj volt.

## Futam
| Helyezés | #  | Versenyző            | Csapat/Motor      | Futott körök | Idő/Kiesés oka  | Rajthely | Pontszám |
| -------- | -- | -------------------- | ----------------- | ------------ | --------------- | -------- | -------- |
| 1        | 2  | Ronnie Peterson      | Lotus-Ford        | 59           | 1:41:15,779     | 1        | 9        |
| 2        | 27 | James Hunt           | March-Ford        | 59           | + 0,668         | 4        | 6        |
| 3        | 10 | Carlos Reutemann     | Brabham-Ford      | 59           | + 22,93         | 2        | 4        |
| 4        | 7  | Denny Hulme          | McLaren-Ford      | 59           | + 50,226        | 8        | 3        |
| 5        | 8  | Peter Revson         | McLaren-Ford      | 59           | + 1:20,367      | 7        | 2        |
| 6        | 1  | Emerson Fittipaldi   | Lotus-Ford        | 59           | + 1:47,945      | 3        | 1        |
| 7        | 26 | Jacky Ickx           | Iso Marlboro-Ford | 58           | + 1 kör         | 23       |          |
| 8        | 19 | Clay Regazzoni       | BRM               | 58           | + 1 kör         | 15       |          |
| 9        | 20 | Jean-Pierre Beltoise | BRM               | 58           | + 1 kör         | 14       |          |
| 10       | 15 | Mike Beuttler        | March-Ford        | 58           | + 1 kör         | 26       |          |
| 11       | 18 | Jean-Pierre Jarier   | March-Ford        | 57           | Baleset         | 17       |          |
| 12       | 25 | Howden Ganley        | Iso Marlboro-Ford | 57           | + 2 kör         | 19       |          |
| 13       | 12 | Graham Hill          | Shadow-Ford       | 57           | + 2 kör         | 18       |          |
| 14       | 16 | George Follmer       | Shadow-Ford       | 57           | + 2 kör         | 20       |          |
| 15       | 17 | Jackie Oliver        | Shadow-Ford       | 55           | + 4 kör         | 22       |          |
| 16       | 4  | Arturo Merzario      | Ferrari           | 55           | + 4 kör         | 11       |          |
| HN       | 11 | Wilson Fittipaldi    | Brabham-Ford      | 52           | + 7 kör         | 25       |          |
| Kiesett  | 0  | Jody Scheckter       | McLaren-Ford      | 39           | Felfüggesztés   | 10       |          |
| Kiesett  | 30 | Jochen Mass          | Surtees-Ford      | 35           | Motorhiba       | 16       |          |
| Kiesett  | 21 | Niki Lauda           | BRM               | 35           | Benzinpumpa     | 21       |          |
| Kiesett  | 23 | Mike Hailwood        | Surtees-Ford      | 34           | Felfüggesztés   | 6        |          |
| Kiesett  | 24 | Carlos Pace          | Surtees-Ford      | 32           | Felfüggesztés   | 9        |          |
| Kiesett  | 9  | John Watson          | Brabham-Ford      | 7            | Motorhiba       | 24       |          |
| Kizárva  | 31 | Brian Redman         | Shadow-Ford       | 5            | Kizárva         | 13       |          |
| Kiesett  | 28 | Rikky von Opel       | Ensign-Ford       | 0            | Karburátor      | 27       |          |
| Vi       | 5  | Jackie Stewart       | Tyrrell-Ford      | 0            | Visszalépett    | 5        |          |
| Vi       | 29 | Chris Amon           | Tyrrell-Ford      | 0            | Visszalépett    | 12       |          |
| NI       | 6  | François Cevert      | Tyrrell-Ford      |              | Halálos baleset |          |          |

## A világbajnokság végeredménye
| H   | Versenyzők           | Pont | H   | Konstruktőrök     | Pont    |
| --- | -------------------- | ---- | --- | ----------------- | ------- |
| 1.  | Jackie Stewart       | 71   | 1.  | Lotus-Ford        | 92 (96) |
| 2.  | Emerson Fittipaldi   | 55   | 2.  | Tyrrell-Ford      | 82 (86) |
| 3.  | Ronnie Peterson      | 52   | 3.  | McLaren-Ford      | 58      |
| 4.  | François Cevert      | 47   | 4.  | Brabham-Ford      | 22      |
| 5.  | Peter Revson         | 38   | 5.  | March-Ford        | 14      |
| 6.  | Denny Hulme          | 26   | 6.  | Ferrari           | 12      |
| 7.  | Carlos Reutemann     | 16   | 7.  | BRM               | 12      |
| 8.  | James Hunt           | 14   | 8.  | Shadow-Ford       | 9       |
| 9.  | Jacky Ickx           | 12   | 9.  | Surtees-Ford      | 7       |
| 10. | Jean-Pierre Beltoise | 9    | 10. | Iso Marlboro-Ford | 2       |

(A teljes lista)

## Statisztikák
Vezető helyen:
- Ronnie Peterson: 59 (1-59)

Ronnie Peterson 4. győzelme, 9. pole-pozíciója, James Hunt 2. leggyorsabb köre.
- Lotus 54. győzelme.